# Einsatzrat
Der Einsatzrat war ein hohes ministerielles Gremium der Bundeswehr. Unter dem Vorsitz des Generalinspekteurs der Bundeswehr wurden in ihm Entscheidungen von grundsätzlicher und wesentlicher Art für die Planung, Vorbereitung und Führung von Einsätzen der Bundeswehr im Frieden vorbereitet. Neben dem Militärischen Führungsrat und dem Rüstungsrat war er einer von drei Gremien, auf die sich der Generalinspekteur der Bundeswehr zur Erfüllung seiner Aufgaben gestützt hat, wobei er in eigener Verantwortung abschließend entschieden hat.
Der Einsatzrat wurde 2005 im Rahmen der Transformation der Bundeswehr vom damaligen Verteidigungsminister Peter Struck durch den Berliner Erlass geschaffen. Mit Wirkung vom 1. April 2012 wurde der Einsatzrat durch den Dresdner Erlass des Verteidigungsministers Thomas de Maizière aufgehoben.